# Várzea do Douro
Várzea do Douro era una freguesia portuguesa del municipi de Marco de Canaveses, amb 4,78 d'àrea i 2.098 habitants (en el cens del 2011). La densitat de població n'era de 438,9 hab/km².
Fins al liberalisme formava part del couto d'Alpendurada, i després s'integrà a l'extint municipi de Benviver.
La freguesia s'eliminà en la reorganització administrativa de 2013, i el seu territori s'uní a la freguesia d'Alpendorada, Várzea e Torrão.

## Població
| População da freguesia de Várzea do Douro | População da freguesia de Várzea do Douro | População da freguesia de Várzea do Douro | População da freguesia de Várzea do Douro | População da freguesia de Várzea do Douro | População da freguesia de Várzea do Douro | População da freguesia de Várzea do Douro | População da freguesia de Várzea do Douro | População da freguesia de Várzea do Douro | População da freguesia de Várzea do Douro | População da freguesia de Várzea do Douro | População da freguesia de Várzea do Douro | População da freguesia de Várzea do Douro | População da freguesia de Várzea do Douro | População da freguesia de Várzea do Douro |
| ----------------------------------------- | ----------------------------------------- | ----------------------------------------- | ----------------------------------------- | ----------------------------------------- | ----------------------------------------- | ----------------------------------------- | ----------------------------------------- | ----------------------------------------- | ----------------------------------------- | ----------------------------------------- | ----------------------------------------- | ----------------------------------------- | ----------------------------------------- | ----------------------------------------- |
| 1864                                      | 1878                                      | 1890                                      | 1900                                      | 1911                                      | 1920                                      | 1930                                      | 1940                                      | 1950                                      | 1960                                      | 1970                                      | 1981                                      | 1991                                      | 2001                                      | 2011                                      |
| 493                                       | 576                                       | 689                                       | 673                                       | 699                                       | 731                                       | 820                                       | 991                                       | 996                                       | 1 117                                     | 1 368                                     | 1 644                                     | 1 851                                     | 2 015                                     | 2 098                                     |

## Patrimoni
- Església Nova de São Martinho (parroquial)
- Capelles de Senhora da Guia, de Nossa Senhora de Água do Lupe i de Nossa Senhora de Lurdes
- Vil·les: Soalheira, Vila Angélica, Quinta da Várzea, Senhora da Guia, Sebolido i Bairro
- Vestigis arqueològics
- Dolmen de Castelo de Baixo
- Premses obertes en la roca
- Castre de Penegotas